# 보안 호씨
보안 호씨(保安扈氏)는 전북특별자치도 부안군을 본관으로 하는 한국의 성씨이다. 시조는 신평 호씨의 후손이자, 광익효절정난안사공신(匡翼效節定難安社功臣)으로 보안군(保安君)에 봉해진 호은열(扈殷說)이다.

## 참고 자료
- “보안호씨(保安扈氏)”. 뿌리를 찾아서.[깨진 링크(과거 내용 찾기)]